# Гуща (Люблінське воєводство)
Гуща (пол. Huszcza) — село в Польщі, у гміні Ломази Більського повіту Люблінського воєводства.
Населення — 596 осіб (2011).

## Демографія
Демографічна структура станом на 31 березня 2011 року:
|          | Загалом | Допрацездатний вік | Працездатний вік | Постпрацездатний вік |
| -------- | ------- | ------------------ | ---------------- | -------------------- |
| Чоловіки | 295     | 71                 | 163              | 61                   |
| Жінки    | 301     | 49                 | 144              | 108                  |
| Разом    | 596     | 120                | 307              | 169                  |